# Netelia comitor
Netelia comitor är en stekelart som beskrevs av Valentina I. Tolkanitz 1974. Netelia comitor ingår i släktet Netelia och familjen brokparasitsteklar. Inga underarter finns listade i Catalogue of Life.